# Diocesi di Sandhurst
La diocesi di Sandhurst (in latino Dioecesis Sandhurstensis) è una sede della Chiesa cattolica in Australia suffraganea dell'arcidiocesi di Melbourne. Nel 2023 contava 104.000 battezzati su 409.994 abitanti.

## Territorio
La diocesi comprende la parte centro-settentrionale dello stato australiano di Victoria.
Sede vescovile è la città di Bendigo, fino al 1891 chiamata Sandhurst, dove si trova la cattedrale del Sacro Cuore.
Il territorio è suddiviso in 40 parrocchie.

## Storia
La diocesi è stata eretta il 30 marzo 1874 con il breve Universi Dominici gregis di papa Pio IX, ricavandone il territorio dalla diocesi di Melbourne (oggi arcidiocesi).

## Cronotassi dei vescovi
Si omettono i periodi di sede vacante non superiori ai 2 anni o non storicamente accertati.
- Martin Crane, O.S.A. † (21 settembre 1874 - 21 ottobre 1901 deceduto)
- Stephen Reville, O.S.A. † (21 ottobre 1901 succeduto - 18 settembre 1916 deceduto)
- John McCarthy † (14 febbraio 1917 - 18 agosto 1950 deceduto)
- Bernard Denis Stewart † (18 agosto 1950 succeduto - 21 aprile 1979 ritirato)
- Noel Desmond Daly † (21 aprile 1979 - 1º luglio 2000 dimesso)
- Joseph Angelo Grech † (8 marzo 2001 - 27 dicembre 2010 deceduto)
- Leslie Rogers Tomlinson (3 febbraio 2012 - 23 luglio 2019 ritirato)
- Shane Anthony Mackinlay (23 luglio 2019 - 18 giugno 2025 nominato arcivescovo di Brisbane)

## Statistiche
La diocesi nel 2023 su una popolazione di 409.994 persone contava 104.000 battezzati, corrispondenti al 25,4% del totale.
| anno | popolazione | popolazione | popolazione | presbiteri | presbiteri | presbiteri | presbiteri                | diaconi | religiosi | religiosi | parrocchie |
| anno | battezzati  | totale      | %           | numero     | secolari   | regolari   | battezzati per presbitero | diaconi | uomini    | donne     | parrocchie |
| ---- | ----------- | ----------- | ----------- | ---------- | ---------- | ---------- | ------------------------- | ------- | --------- | --------- | ---------- |
| 1950 | 35.000      | 185.000     | 18,9        | 64         | 56         | 8          | 546                       |         | 10        | 253       | 30         |
| 1966 | 60.000      | 250.000     | 24,0        | 97         | 72         | 25         | 618                       |         | 49        | 308       | 40         |
| 1970 | 62.450      | 250.000     | 25,0        | 96         | 71         | 25         | 650                       |         | 49        | 316       | 40         |
| 1980 | 79.500      | 250.000     | 31,8        | 78         | 64         | 14         | 1.019                     |         | 29        | 230       | 41         |
| 1990 | 80.403      | 308.725     | 26,0        | 68         | 57         | 11         | 1.182                     |         | 21        | 139       | 41         |
| 1999 | 87.776      | 325.642     | 27,0        | 66         | 57         | 9          | 1.329                     |         | 15        | 106       | 41         |
| 2000 | 86.847      | 322.235     | 27,0        | 60         | 53         | 7          | 1.447                     |         | 13        | 105       | 41         |
| 2001 | 86.938      | 322.599     | 26,9        | 55         | 48         | 7          | 1.580                     |         | 11        | 96        | 41         |
| 2002 | 86.038      | 320.230     | 26,9        | 50         | 45         | 5          | 1.720                     |         | 9         | 95        | 41         |
| 2003 | 88.776      | 331.894     | 26,7        | 49         | 44         | 5          | 1.811                     |         | 9         | 73        | 41         |
| 2004 | 91.400      | 341.850     | 26,7        | 51         | 46         | 5          | 1.792                     |         | 9         | 76        | 41         |
| 2010 | 103.000     | 383.000     | 26,9        | 39         | 39         |            | 2.641                     |         | 2         | 49        | 40         |
| 2014 | 93.803      | 358.159     | 26,2        | 50         | 47         | 3          | 1.876                     |         | 10        | 48        | 41         |
| 2017 | 98.000      | 374.100     | 26,2        | 48         | 44         | 4          | 2.041                     |         | 12        | 44        | 40         |
| 2020 | 93.680      | 367.600     | 25,5        | 52         | 50         | 2          | 1.801                     | 1       | 10        | 29        | 32         |
| 2022 | 98.000      | 386.000     | 25,4        | 55         | 54         | 1          | 1.781                     |         | 6         | 29        | 40         |
| 2023 | 104.000     | 409.994     | 25,4        | 53         | 53         |            | 1.962                     |         | 7         | 27        | 40         |